# Ожмегово
Ожмегово — посёлок сельского типа в Верхнекамском районе Кировской области России. Входит в состав Чусовского сельского поселения

## География
Посёлок находится на северо-востоке Кировской области, в юго-восточной части Верхнекамского района, на правом берегу реки Камы. Абсолютная высота — 157 метров над уровнем моря.
Расстояние до районного центра (города Кирс) по прямой — 36 км. Ближайшие населённые пункты — Лойно, Чус, Рудничный.

## История
Посёлок основан в 1928 году спец.переселенцами. До 80-х годов 20 века был центром Ожмеговского сельского округа. Население доходило до 3500 человек. В состав округа входили деревни Рассоха, Еловцы, Чула ,Мининская, Ожмегово и Чус.

## Население
| 2010 |
| ---- |
| 243  |

По данным всероссийской переписи 2010 года, численность населения посёлка составляла 243 человека (мужчины — 108, женщины — 135).

## Инфраструктура
В Ожмегово имеется основная общеобразовательная школа (МКОУ ООШ п. Ожмегово), фельдшерско-акушерский пункт, почтовое отделение и сельский дом культуры.

Улицы посёлка: Железнодорожная, Камская, Колхозная, Комсомольская, Кооперативная, Лесная, Набережная, Ожмеговская, Октябрьская, Пионерская, Профсоюзная, Школьная.
В 2013 году в поселке закрыта школа и аптека. Население постепенно разъезжается.

## Фотогалерея

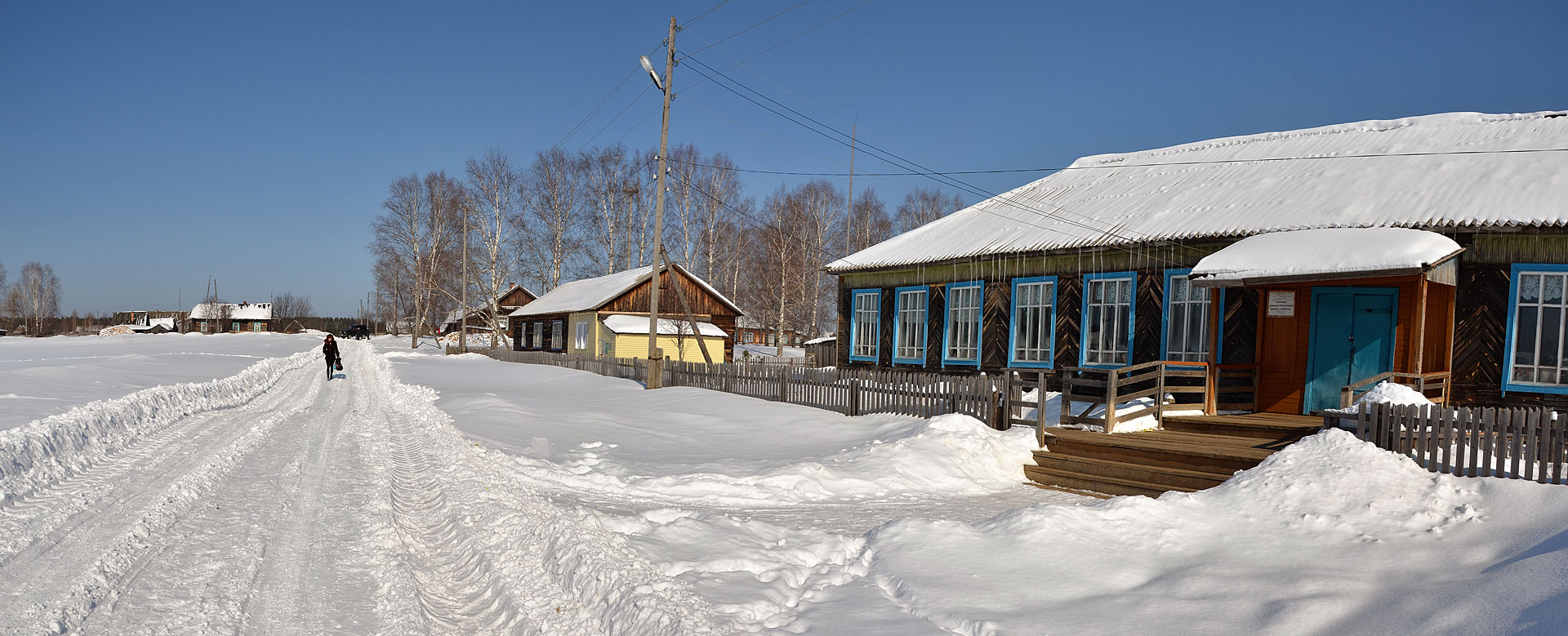
Ожмегово
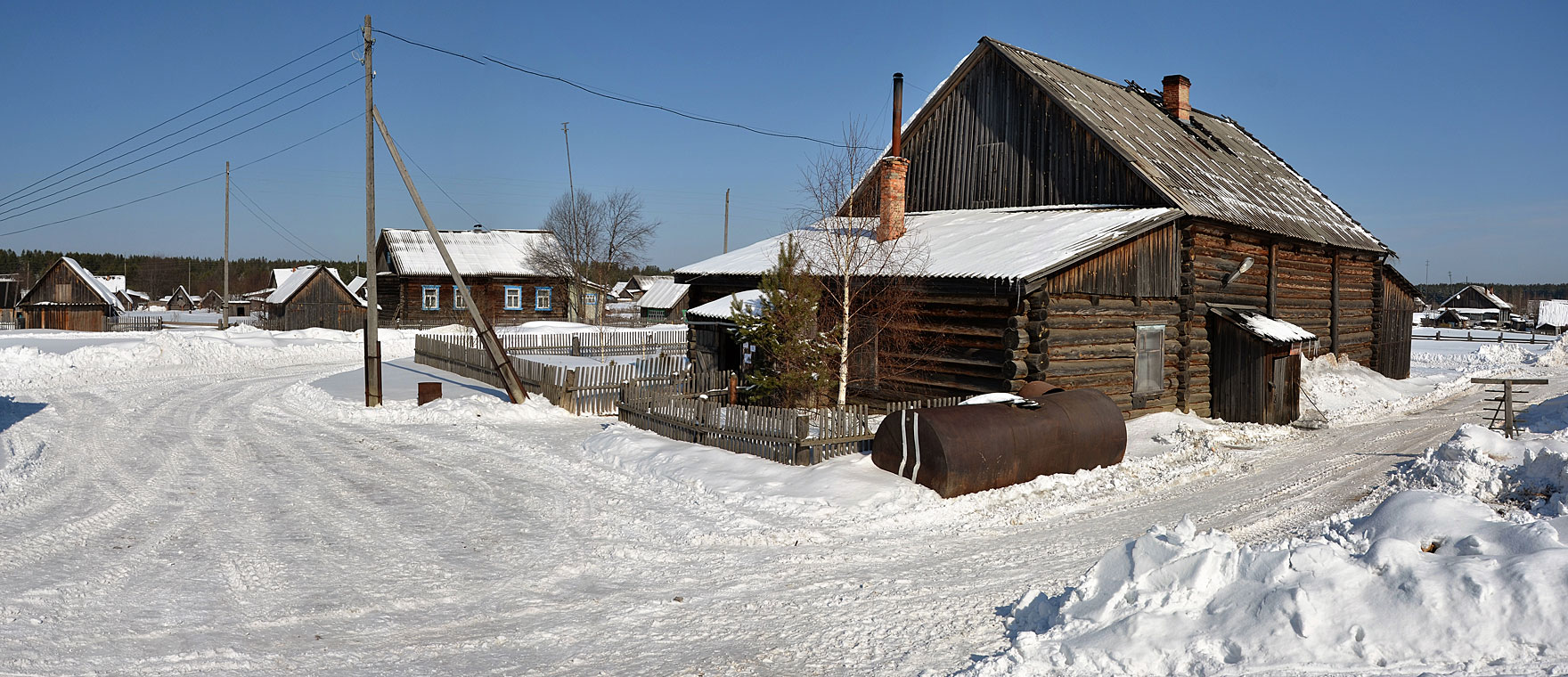
Ожмегово
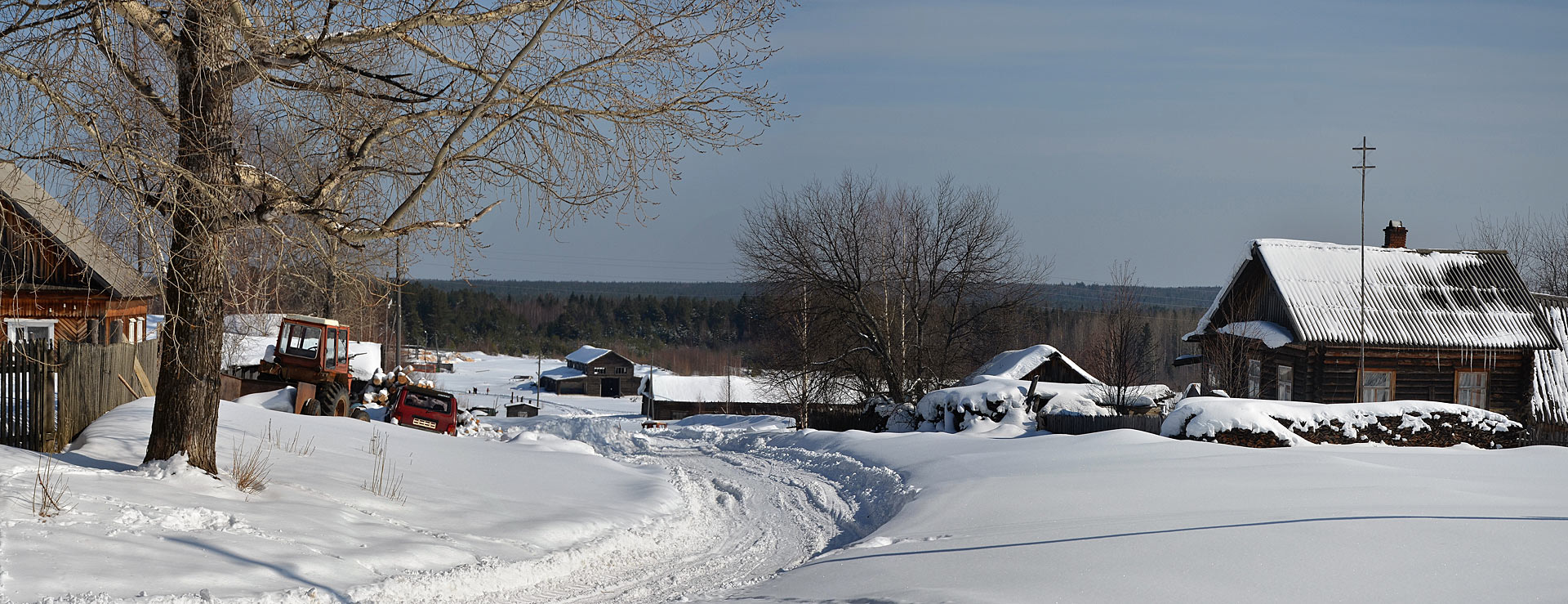
Ожмегово
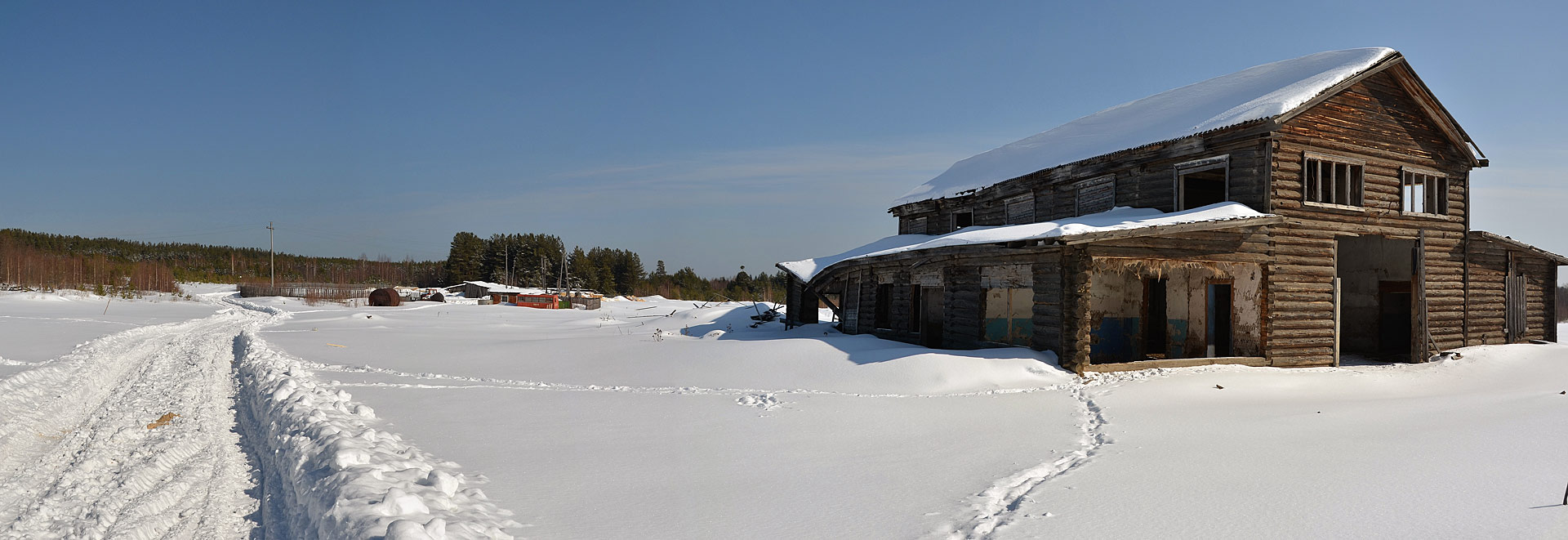
Ожмегово
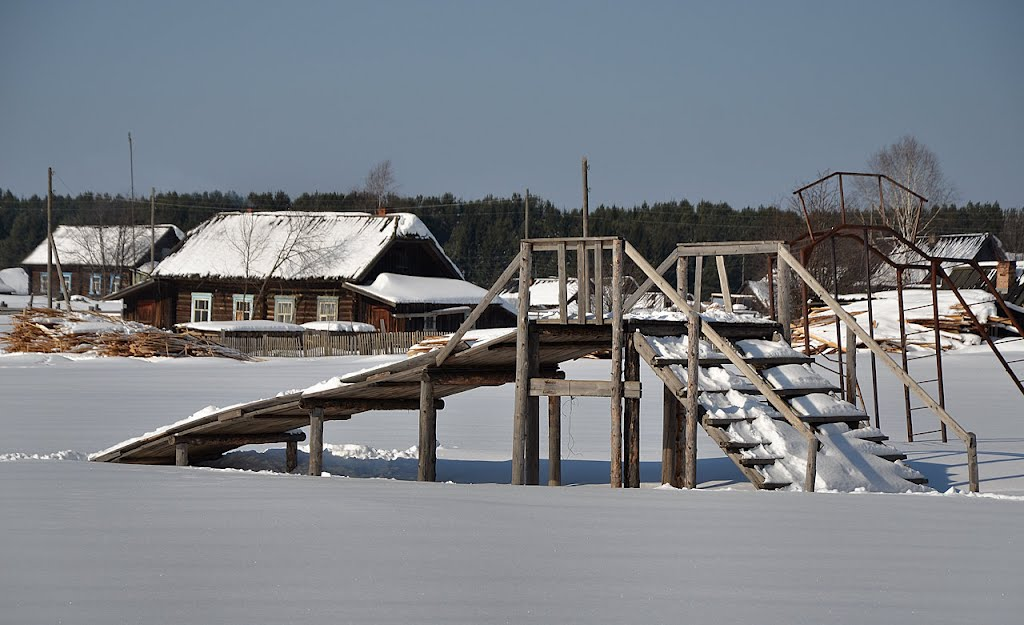
Ожмегово
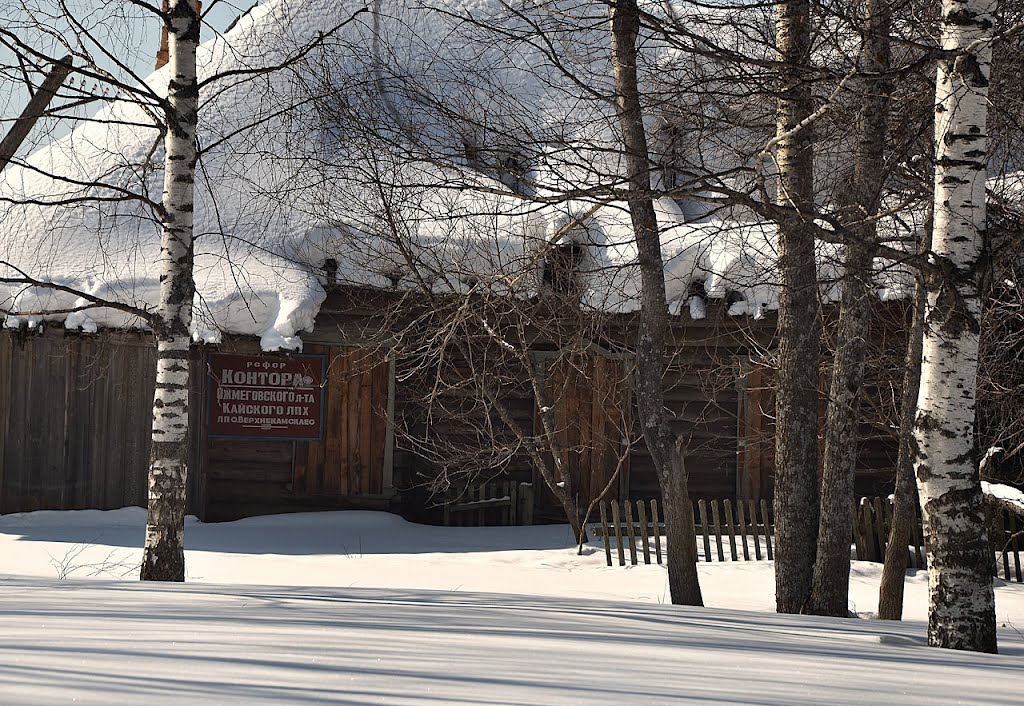
Ожмегово
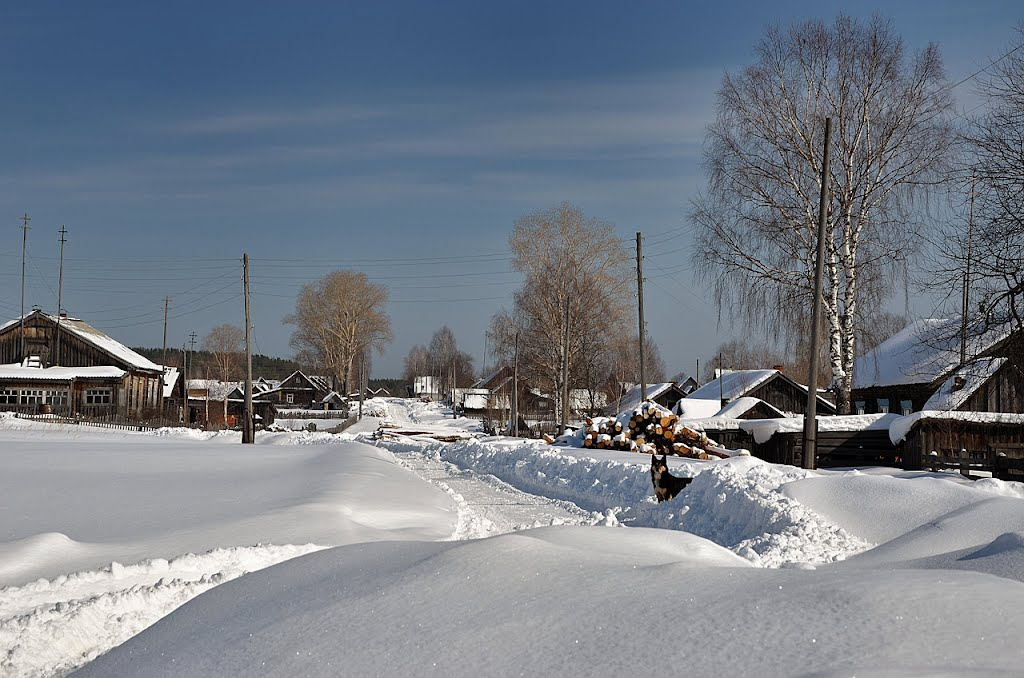
Ожмегово
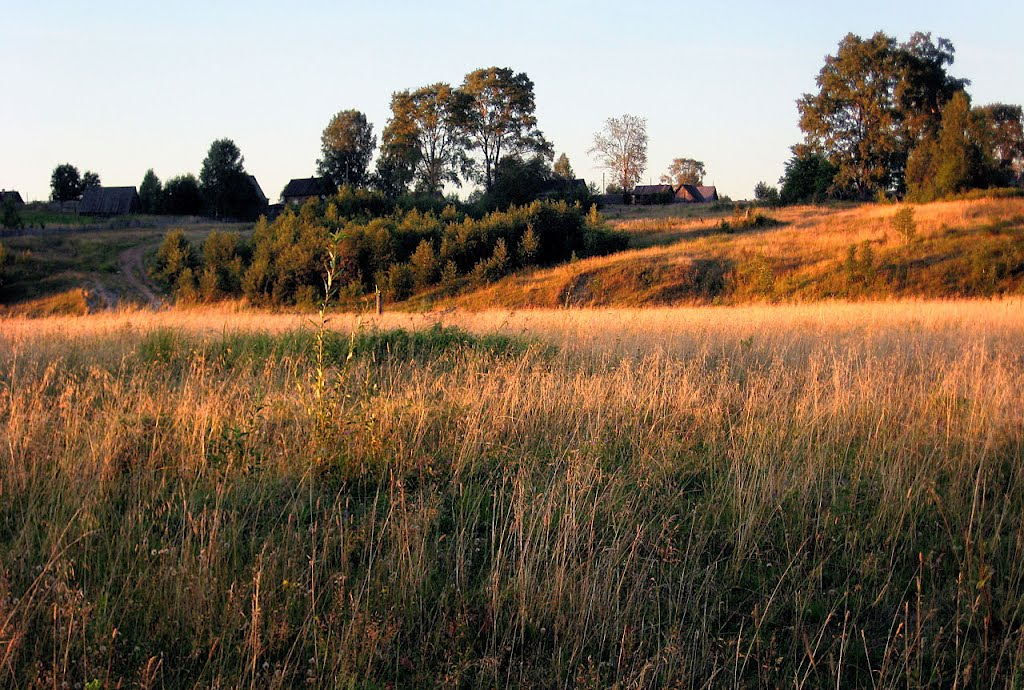
Ожмегово